# Dvojramenný kříž

Dvojramenný kříž

Dvojramenný kříž, nebo také patriarchální, patriarší či dvojkříž, je kříž se dvěma příčnými břevny.

## Křesťanský symbol

### Historie
Tento kříž zavedli již v prvním tisíciletí našeho letopočtu císaři byzantští a užívali jej také metropolité řecké církve a patriarcha jeruzalémský. Od nich jej převzali  velkomoravští věrozvěstové Cyril a Metoděj a pak vládnoucí Mojmírovci, a později také uherští králové, počínaje svatým Štěpánem (odtud druhotný název uherský kříž a jeho výskyt na uherských státních symbolech). Kyjevsko-Ruská ortodoxní církev převzala obdobný kříž.
Kříž od první křížové výpravy začaly užívat různé evropské rytířské a špitální řády jako znamení svého poslání osvobodit a chránit Boží hrob v Jeruzalémě. 
Dvojramenný kříž dodnes platí také za kříž biskupský. Kratší příčné břevno má naznačovat tabulku, na niž Pilát dal napsat jméno a vinu Ježíšovu.

## Dvojramenný kříž v heraldice
Dvojramenný kříž je v současnosti vyobrazen na třech státních znacích, a to na: Státním znaku Litvy, kde je dědictvím emblému Řádu Německých rytířů, dále na státním znaku Maďarska a Slovenska. Je také na zemském znaku Lotrinska, v tomto případě jde o tzv. lotrinský kříž. V letech 1918–1919 a 1991–1995 byl také na státním znaku Běloruska. 

Státní znak Litvy
Státní znak Maďarska
Státní znak Slovenska